# Andrew Funk
Andrew David Funk (Pensilvânia, 21 de setembro de 1999) é um jogador norte-americano profissional de basquete que atualmente joga pelo Chicago Bulls da National Basketball Association (NBA) e pelo Windy City Bulls da G-League.
Ele jogou basquete universitário pelo Universidade Bucknell e pela Universidade Estadual da Pensilvânia.

## Carreira no ensino médio
Funk jogou na Archbishop Wood High School. Em sua terceira temporada, ele marcou dois dígitos em onze vezes e foi nomeado Sexto Homem do Ano pelo Philadelphia Inquirer enquanto ajudava sua equipe a conquistar um recorde de 28–3 e a ganhar seu primeiro título da Philadelphia Catholic League, além do título estadual.
Em sua última temporada, Funk se tornou capitão da equipe e foi escolhido como o Jogador do Ano da Philadelphia Catholic League, além de ser selecionado para a Primeira-Equipe da PCL.

## Carreira universitária
Funk jogou suas quatro primeiras temporadas de basquete universitário pela Universidade Bucknell e a última na Penn State, encerrando sua carreira com um total de 1.693 pontos (média de 11,5), 457 rebotes, 302 cestas de três pontos e 237 assistências. Em sua temporada de pós-graduação, ele teve média de 12,5 pontos, teve 25 jogos com marcas de pontuação de dois dígitos e registrou oito jogos com 20 pontos, além de ter um recorde de 44,4% de arremessos de quadra e 41,2% de arremessos de três pontos.
Durante a primeira e única temporada de Funk na Penn State, a equipe obteve um recorde geral de 23–14 e chegou ao Torneio da NCAA pela primeira vez desde 2011. Funk marcou 27 pontos, a maior pontuação da equipe, na vitória por 76-59 sobre o Texas A&M, a primeira vitória da equipe no Torneio da NCAA desde 2001.

## Carreira profissional

### Grand Rapids Gold (2023–2024)
Após não ser selecionado no draft da NBA de 2023, Funk se juntou ao Denver Nuggets para a Summer League de 2023. Em 18 de julho de 2023, Funk assinou com os Nuggets, mas foi dispensado em 13 de outubro. Em 30 de outubro, ele se juntou ao Grand Rapids Gold da G-League. Em 24 jogos com o Gold, Funk teve médias de 13,4 pontos, 3,4 rebotes e 3,5 assistências.

### Chicago / Windy City Bulls (2024–Presente)
Em 25 de fevereiro de 2024, Funk assinou um contrato de duas vias com o Chicago Bulls. Funk fez sua estreia na NBA em uma derrota por 126-111 para o Los Angeles Clippers em 14 de março, jogando por um minuto.

## Estatísticas da carreira

### NBA

#### Temporada regular
| Ano     | Equipe  | PJ | PT | MPJ | AP   | 3P   | LL | RT | AS | BR | TO | PPJ |
| ------- | ------- | -- | -- | --- | ---- | ---- | -- | -- | -- | -- | -- | --- |
| 2023–24 | Chicago | 5  | 0  | 2.7 | .000 | .000 | —  | .0 | .0 | .2 | .2 | .0  |

### Universitário
| Ano      | Equipe     | PJ  | PT  | MPJ  | AP   | 3P   | LL   | RT  | AS  | BR | TO | PPJ  |
| -------- | ---------- | --- | --- | ---- | ---- | ---- | ---- | --- | --- | -- | -- | ---- |
| 2018-19  | Bucknell   | 33  | 0   | 14.3 | .407 | .347 | .667 | 1.5 | .7  | .3 | .0 | 4.7  |
| 2019-20  | Bucknell   | 33  | 32  | 32.6 | .391 | .302 | .706 | 3.9 | 1.7 | .8 | .2 | 10.8 |
| 2020-21  | Bucknell   | 12  | 12  | 33.8 | .411 | .269 | .854 | 4.3 | 1.5 | .8 | .1 | 12.9 |
| 2021-22  | Bucknell   | 32  | 32  | 36.6 | .432 | .363 | .761 | 3.6 | 3.0 | .8 | .3 | 17.6 |
| 2022-23  | Penn State | 37  | 37  | 34.5 | .444 | .412 | .867 | 3.0 | 1.1 | .5 | .1 | 12.5 |
| Carreira | Carreira   | 147 | 113 | 30.3 | .417 | .338 | .771 | 3.2 | 1.6 | .6 | .1 | 11.7 |